# Rio Senales
Il Rio Senales (Schnalser Bach in tedesco) è un fiume dell'Alto Adige, lungo 25,7 km. Nasce nelle Alpi Venoste, forma la Val Senales bagnando Maso Corto, Certosa e Santa Caterina, frazioni di Senales, e confluisce da sinistra nell'Adige, presso Naturno. Forma il lago di Vernago, sfruttato a fini idroelettrici. Principali suoi affluenti sono il Rio di Valle Lagaun, il Rio di Mastaun ed il Rio di Fosse. Il corso del fiume è compreso nei comuni di Senales, Castelbello-Ciardes e Naturno.